# Yağmurlu, Eleşkirt
Yağmurlu là một xã thuộc huyện Eleşkirt, tỉnh Ağrı, Thổ Nhĩ Kỳ. Dân số thời điểm năm 2011 là 232 người.